# Dora Riedel
Dora Riedel Seinecke (Valdivia, 1906-1982) fue una arquitecta chilena.
Estudió en la Universidad de Chile, siendo la primera mujer en recibir el título de arquitecta en Chile, en el año 1930. Trabajó junto al destacado arquitecto austríaco Karl H. Brunner, quien estuvo en Chile entre los años 1929 y 1934, trabajando en la Dirección de Obras Públicas.

## Biografía
Dora Riedel nació un 11 de marzo de 1906 en la ciudad de Valdivia, hija de Carlos Riedel y Herminia Seinecke Deppe, ambos chilenos de origen alemán. Comenzó sus estudios en la Escuela Alemana de Valdivia; más tarde junto a su familia se trasladan a la ciudad-puerto de Valparaíso, donde ella toma clases de pintura al óleo, lo que le ayudó a descubrir sus aptitudes artísticas, llevándola a optar por la carrera de arquitectura por sobre pedagogía en matemáticas. Al conocer esta decisión, su padre fue personalmente a la Escuela de Arquitectura de la Universidad de Chile a preguntarle al director si aceptaban mujeres. Frente a la pregunta el director le confirma que cualquier mujer podía ingresar. 
Dora obtuvo la autorización el 3 de abril de 1922 para rendir un examen general ante una comisión de profesores del Liceo de Valparaíso, la que determinaría el grado de preparación que poseía para comenzar estudios superiores. En este examen, demostró poseer los conocimientos necesarios para ingresar a la Universidad de Chile.
Ingresó el año 1925 a la Escuela de Arquitectura en la Universidad de Chile, donde estudió durante cinco años, siendo constantemente una destacada alumna.
El 9 de diciembre de 1930 se tituló como Arquitecta de la Universidad de Chile, y en ese mismo año trabajó junto a Karl Brunner en el Ministerio de Obras Públicas.
En 1931, Dora Riedel partió hacia a Alemania para estudiar decoración de interiores en la Escuela Superior de Arquitectura de la Universidad de Stuttgart, luego de 2 años recibió su título de doctora en arquitectura de interiores. Allí se casó con el arquitecto alemán Anton Hammerle, con quien tuvo cinco hijos. Vivieron en la ciudad de München, hasta que en 1938 decidieron partir a Tirol, la ciudad natal de Anton. Ahí, cerca de la frontera con Suiza, vivieron con sus hijos en el barrio residencial de Innsbruck, donde el esposo de Dora se convirtió en Baurrat, que equivale a arquitecto municipal y Director de Arquitectura y Urbanismo local. Junto a su marido, Dora diseña, construye y equipa la casa familiar de Innsbruck en 1947, siendo ésta su única obra construida.

## Homenaje
Debido a su importancia para la disciplina de la arquitectura en Chile, abriendo camino para las futuras mujeres arquitectas, el Colegio de Arquitectos de Chile creó en 2017 el Premio Dora Riedel, que reconoce proyectos innovadores de la arquitectura chilena, y el que se define de la siguiente manera: "El premio Dora Riedel Seinecke se otorgará al arquitecto (a) o equipo que se haya destacado en el año precedente por su labor innovadora, abriendo caminos en la profesión".
En agosto de 2018, el CA entregó el premio por primera vez a la arquitecta Paulina Villalobos; la premiación contó con la participación de la nieta de Dora, quien viajó desde Austria para la ceremonia.

Al respecto, el entonces presidente del Colegio de Arquitectos de Chile, Alberto Texido, señaló: 
“Valoramos la creatividad del CAJ por presentar a este Directorio una propuesta concreta que reconoce el desempeño de las arquitectas y arquitectos chilenos en nuevas áreas. Nos parece aún más valioso que se premien las capacidades de liderazgo con integración de géneros y bajo el nombre de Dora Riedel, la primera mujer arquitecta en Chile”.[cita requerida]